# كمين الحدود الألبانية اليوغسلافية 14 ديسمبر 1998
قالب:حرب كوسوفو
قام الجيش اليوغسلافي بعمل كمينٍ لمجموعةٍ من 140 مقاتل من جيش تحرير كوسفو، الذين حاولوا أن يهربوا أسلحةٍ ومعداتٍ من قاعدتهم في ألبانيا إلى جمهورية يوغسلافيا الفيدرالية، حيث أسفرت المعركة التي استمرت لمدة خمسِ ساعاتٍ عن مقتل 36 مقاتل وأسر تسعة مقاتلين، وهروب العشرات إلى ألبانيا تاركين خلفهم كميات كبيرة من السلاح والإمدادات، التي استولت عليها السطات اليوغسلافية. وقد كان الكمين أهم أحداث الحرب في كوسفو منذ أن دخلت الهدنة التي رتبتها الولايات المتحدة الأمريكية حيز التنفيذ قبل شهرين، حيث جاءت الهدنة على أعقاب التوترات المتزايدة في المنطقة، عندما كان العنف العرقي يتصاعد بوتيرةٍ ثابتة منذ بداية عام 1996.
قام مسلحون يشتبه بكونهم من جيش تحرير كوسفو بمهاجمة مقهاً يمتلكه صربي في مقاطعةِ بيش، حيث أسفر عن مقتل ستة شبان صربيين عزَّل (غير مسلحين) بغضون ساعاتٍ من الكمين. وقد شكك دبلوماسييون غربيون في أن الهجوم قد تم تنفيذه على خلفية الكمين، على الرغم من عدم إعلان جيش تحرير كوسفو مسؤوليته عن الهجوم. أعادت السلطات اليوغسلافية جثث المقاتيلين الثلاث الذين سقطوا بوساطةِ اللجنة الدولية للصليب الأحمر بعد عدةِ أيامٍ، حيث تمت إقامة جنازة بطولية للمقاتلين في منطقةٍ تقع تحت سيطرة الثوار، في مأتمٍ حضره الآلاف من الألبان، بمن فيهم مقاتلين من جيش تحرير كوسفو. قام جيش تحرير كوسفو بخطف ثمانيةِ أفرادٍ من الجيش اليوغسلافي في يناير من عام 1999، تمت مبادلتهم بالأسرى التسعة الذين تم أسرهم في الكمين.

## الخلفية
قامت بلجراد بالإلغاء الحكم الذاتي في فويفدينا وفي كوسفو، المحافظتين الصربيتين المستقلتين في عام 1989. وكانت كوسفو ذات أهميةٍ تاريخية وثقافية لل صرب، بالإضافةِ لكونها محافظةً تقطنها أغلبية ألبانية، حيث شكلوا أغلبيةً سكانية في المدينة قبل منتصف القرن التاسع عشر، ولكن أصبحوا يمثلون نسبة 10 بالمئة من تعداد السكان في عام 1990. بدأ الصرب بالتخوف من أن يتم طردهم على يد الألبان، بعد أن تنبهوا على أعدادهم المتزايدة، حيث بدأت التوترات العرقية بالظهور من ثمانينات القرن الماضي. تم تعيين حكومة أقلية فور إلغاء استقلال كوسفو من قبل الرئيس الصربي سلوبودان ميلوشوفيتش، للإشراف على المحافظة بمساعدة قواتٍ شبه عسكرية صربية مدججة بالسلاح، حيث تم قمع الثقافة الألبانية بشكل ممنهج، بالإضافة إلى أن مئات الألوف من الألبان الذين يعملون في شركاتٍ حكومية خسروا أعمالهم.
بدأت مجموعةٌ من القوميين الألبان، الذين يسمون أنفسهم جيش تحرير كوسفو بمهاجمة الجيش اليوغسلافي (الجيش الصربي - الكرواتي) ووزارة الداخلية الصربية (وزارة الداخلية الصربية - الكرواتية) في كوسفو، حيث كان هدفهم فصل المحافظة عن بقية يوغسلافيا، مما أعقبه انفصال سلوفينيا، كرواتيا، مقدونيا، والبوسنة والهرسك في عامي 1991_1992، لتصبح يوغسلافيا بذلك بقايا دولة مكونة فقط من صربيا ومقدونيا. نفذ جيش تحرير كوسفو حرب كرٍ وفر في البداية، حيث نفذ 31 هجمة في عام 1996، و 55 هجمة في عام 1997، و 66 هجمة في كلاً من يناير وفبراير من عام 1998 وحده. اكتسبت المجموعة شهرةً واسعة بين شباب كوفسو الألبان، حيث فضل العديد منهم النهج العدواني، ورفضوا المقاومة السلمية للسياسي إبراهيم رجوفا. وتلقت الحركة دعماً كبيراً عام 1997، حين قدمت التمرد الألباني الآلاف من الأسلحة التي تمت سرقتها من مستودعات الأسلحة للجيش الألباني، وتم وضعها بيد جيش تحرير كوسفو الذي يمتلك موارد وافرة نتيجةَ تجارته بالمخدرات، الأسلحة، الناس، بالإضافة إلى التبرعات القادمة من الشتات الألباني. وقد تزايدت شعبية المجموعة بشكلٍ جنوني بعد أن هاجم الجيش اليوغسلافي، ووزارة الداخلية المجمع السكني لقائد جيش تحرير كوسفو آدم يشاري في بريكاز في مارس عام 1998، والذي تم فيه قتل أقرب مساعديه والكثير من عائلته الممتدة. وقد حفز الهجوم الآلاف من شباب كوسفو الألبان للانضمام لجيش تحرير كوسفو، الأمر الذي أجج ثورة كوسفو التي اشتعلت في ربيع عام 1998.

## الجدول الزمني

### مقدمة
تصاعد الصراع في كوسفو في صيف عام 1998، حين بدأ جيش تحرير كوسفو بتهريب الأسلحة والإمدادات من ألبانيا عبر الحدود إلى داخل كوسوفو. وقد أعلن المسؤولون اليوغسلافيون عن مقتل 90 مقاتل وهم يحاولون عبور الحدودِ بشكلٍ غير شرعي منذ يناير من ذلك العام. وأعلنت وزارة الدفاع اليوغسلافية عن مصادرةٌ 947 بندقية، 161 رشاش آلي، 33 مدفع هاون، 55 لغم، 3,295 رمانة يدوية، بالإضافة إلى ذخائر منها 350,000 طلقة في العام نفسه.
توصل ميلوشيفيتش والمبعوث الأمريكي ريتشارد هولبروك إلى اتفاقيةٍ يتم فيها وقف القتال بشكل مؤقت، بينما تخفض القوات اليوغسلافية أعداد الشرطة، والأفراد المتمركزين في كوسوفو إلى النصف، ويأتي الاتفاق عقب إقناع هالبروك لجيش تحرير كوسوفو بالجلوس على طاولة المفاوضات مع بلجراد، مع التوضيح لميلوشفيتش أن الفشل في إيجاد حلٍ للنزاع يمكن أن يؤدي إلى قيام حلف شمال الأطلسي بحملات قصفٍ جوي ضد صربيا. وتضمنت الاتفاقية السماح لمراقبي بعثة التحقق في كوسوفو الدخول إليها، لكي تضمن التزام اليوغسلافيين بسحب آلاف الجنود وضباط الشرطة من المحافظة. وقد استمرت المناوشات الصغيرة ولقي أكثر من ألف شخص مصرعهم بحلول سبتمبر، بالإضافة لنزوح أكثر من 300,000 شخص أثناء القتال.

### اشتباكات
حاول 140 مقاتل من جيش تحرير كوسفو أن يعبروا بشكل غير شرعي الحدود الألبانية- اليوغسلافية  بين مركزي جورشوب وليكن (Liken) حوالي 70 كليومتراً (43 ميل) غرب بريشتينا، حيث كانوا يأتون من قاعدةٍ داخل ألبانيا كانوا يتدربون فيها. وقد حصل هذا الكمين بالقرب من قرية كوشنين في الغرب من بريزرين، حيث كان المقاتلون يحاولون تهريب أسلحةٍ، ذخيرةٍ، وإمداداتٍ ليستخدمها جيش تحرير كوسوفو في المدينة. وقد أخبر أحد المراقبين في بعثة التحقق، أن المقاتلين واجهوا نقطة حراسةٍ يوغسلافية، هاجمهم الحرس فيها، مما أدى لمقتل واحدٍ من المقاتلين على الفور، وبدأوا بعدها بالانسحاب، وبينما انسحبوا، تم نصب كمينٍ لهم ادى لمقتل 25 شخصاً. وتم بعد الكمين بقليل اكتشاف جثث خمسة مقاتيلين بمكانٍ ليس بعيداً عن الموقع، مما يرفع حصلية القتلى من جيش تحرير كوسوفو إلى 31 قتيلاً، حيث استمر القتال بين المقاتلين وحرس الحدود لخمس ساعاتٍ يمكن خلالها سماعٌ دوي الانفجارات وإطلاق النار على بعد ثلاثِ قرى مجاورة، وفي غضون الساعةِ السابعةِ تم قتل ما مجموعه 36 من المقاتلين وتم جرح 12 واحداً، بالإضافة لأسرِ تسعةً منهم. وقد استطاع المقاتلون الذين لم يتم قتلهم أو أسرهم أن يعودوا إلى ألبانيا أو يختبئوا على طول الحدود، وفقاً لمراقبٍ من لجنةِ التحقق. أعلن اليوغسلافيون بأنهم لم يعانوا من أي خسائر، بالإضافة إلى  إعلانهم عن الاستيلاء على كميات كبيرة من «الأسلحة الحديثة» والذخيرة والإمدادات.
سمح الجيش اليوغسلافي لفريقٍ من المراقبين في بعثةِ التحقق في كوسفو بالاطلاع على الجثث، وتصوير وكتابة أسماء السجناء، وتمت أيضاً مرافقة مراقبين من منظمة الأمن والتعاون في أوروبا إلى مكان الكمين وقد أعلنت عن مشاهدة 31 جثة في أزياءٍ مموهة مع علامة حيش تحرير كوسوفو، بالإضافة لتعرف على امراءةً بين القتلى. أعلنت البعثة أيضاً أن امرأةً أخرى تم سجنها. وقد أخبر المراقبون المراسلون «إن أحاسيسنا الأولية هي أنها كانت عمليةً عسكرية عادية... ليست مدبرة». إن رقم القتلى ال 36 الذي تم الإبلاغ عنه، جعل الكيمن الحدث الأكثر فتكاً في الحرب في كوسوفو منذ أن بدات الهدنة قبل شهرين. تم قتل ثمانية مقاتلين من جيش تحرير كوسفو قبل أحد عشر يوماً.

## ما بعد الكارثة
ظلت القرى المتاخمة للكمين مغلقة من قبل القوات اليوغسلافية لباقي اليوم، وفقاً لصحفيين ألبان. تعهد جيش تحرير كوسوفو  بعد ساعاتٍ من الكيمن على الانتقام، وفي ذلك المساء دخل رجال مسلحين يشتبه بكونهم من جيش تحرير كوسوفو إلى مقهاً يمتلكه صربي في مقاطعةِ بتش، وفتحوا النار على الزبائن وقتلوا ستة شبانٍ صرب. شكك مسؤولون غربيون في أن الهجوم قد تم تنفيذه من قبل جيش تحرير كوسوفو كانتقامٍ للكمين. أنكر جيش تحرير كوسوفو مسؤوليته، واقترح الصحفي تيم جودا أنه يمكن أن يكون هذه الهجوم قد تم تنفيذه من قبل جماعةٍ متمردةٍ. وقد طال إطلاق النار المبعوثون الأجانب، أدان هالبروك هذا العمل كعملٍ إرهابي ووصف الوضع في كوسوفو بالخطير جداً، في لقاءٍ مع ميلوشفيتش في اليوم التالي. ووجه ميلوشيفيتش في تصريحٍ منفردٍ له اتهاماً للمجتمع الدولي يتهمه بالفشل في ايقاف الهجوم على المدنيين الصرب قائلاً: «لم تتوقف العصابات الإرهابية عن مهاجمة الجيش، والشرطة، وسكان كوسوفو».
تابع الجيش اليوغسلافي مطاردة بقايا مجموعات الثوار لمنتصف شهر ديسمبر، ولاحظ مراقبون أجانب قصفٍ مدفعي بالقرب من موقع الكمين لمعظم اليوم. سلمت السلطات اليوغسلافية جثث المقاتلين ال 33 للجيش تحرير كوسفو لدفنهم بعد وساطةٍ اللجنة الدولية للصليب الأحمر. وقد تم منح المقاتلين جنازة الأبطال في قرية بوليانس الواقعة تحت سيطرتهم في أرضٍ تسمى بضريح الأبطال على بعد 61 كيلومتراً (38 ميل) شمال غرب بريشتينا، حيث حضر الجنازات الآلاف من الألبان بمن فيهم 500 مقاتل.
تم أخذ المقاتلين الذين تم أسرهم إلى السجن مبدئياً، ولاحقاً تم نقلهم إلى سجن عسكري في نيش. قام جيش تحرير كوسفو بعمل كمينٍ لموكب يحمل حصصاً غذائية لأفرادٍ في الجيش اليوغسلافي في منطقة كوسفسكا ميتروفيتسا، حيث أسفر الكمين عن أخذ ثمانية جنودٍ يوغسلافيين أسرى في الثامن من يناير عام 1999. أطلقت السلطات اليوغسلافية سراح المقاتلين التسعة في المقابل، أيضاً أطلق جيش تحرير كوسفو فوراً سراح خمس معمرين صرب تم أسرهم قبل يومين. أصر المسؤولون اليوغسلافيون أن الحادثتين ليستا مرتطبتين. وقد أثار أخذ جيش تحرير كوسوفو للمدنيين كأسرى، استنكار المسؤولين الغربيين بمن فيهم رئيس بعثة التحقق في كوسوفو ويليام ووكر، الذي أخبر المراسلون الصحفيون «أعتقد أن خطف المدنيين يعتبر شيئاً غير حكيم وغير متحضر.» وفي أعقاب الإفراج عنهم، زعم المقاتلون بأنه قد تمت معاملتهم بشكل سيء، بالإضافة لضربهم عندما كانوا بالأسر، وتعهدوا أيضاً بالثئر لرفاقهم المقاتلين.

## ملحوظات
1. ↑  Adam LeBor (2002). Milosevic: A Biography. نيويورك. ص. 276. ISBN:978-0-300-10317-5. مؤرشف من الأصل في 2023-05-24.{{استشهاد بكتاب}}:  صيانة الاستشهاد: مكان بدون ناشر (link)Adam LeBor (2002). Milosevic: A Biography. New York. p. 276. ISBN 978-0-300-10317-5.
2. ↑  Miranda Vickers (1999). The Albanians: A Modern History. New York: I.B.Tauris. p. 97. ISBN 978-1-86064-541-9.Miranda Vickers (1999). The Albanians: A Modern History. New York: I.B.Tauris. ص. 97. ISBN:978-1-86064-541-9. مؤرشف من الأصل في 2021-10-14.
3. ↑  James Summers (2011). "Kosovo: From Yugoslav Province to Disputed Independence". في James Summers (المحرر). Kosovo: A Precedent?. لايدن، هولندا: BRILL. ص. 5. ISBN:978-90-474-2943-2. مؤرشف من الأصل في 2023-02-28.James Summers (2011). "Kosovo: From Yugoslav Province to Disputed Independence". In James Summers (ed.). Kosovo: A Precedent?. Leiden, Netherlands: BRILL. p. 5. ISBN 978-90-474-2943-2.
4. ↑  Jasminka Udovički؛ James Ridgeway (2000). Burn This House: The Making and Unmaking of Yugoslavia. درم: Duke University Press. ص. 322. ISBN:978-0-8223-2590-1. مؤرشف من الأصل في 2023-03-05.Jasminka Udovički; James Ridgeway (2000). Burn This House: The Making and Unmaking of Yugoslavia. Durham, North Carolina: Duke University Press. p. 322. ISBN 978-0-8223-2590-1.
5. ↑  Adam LeBor (2002). Milosevic: A Biography. نيويورك. ص. 276. ISBN:978-0-300-10317-5. مؤرشف من الأصل في 2021-05-10.{{استشهاد بكتاب}}:  صيانة الاستشهاد: مكان بدون ناشر (link)
6. ↑  Judah، Tim (2002). Kosovo: War and Revenge. نيو هيفن: Yale University Press. ص. 137. ISBN:978-0-300-09725-2. مؤرشف من الأصل في 2021-12-24.
7. ↑  Dušan Janjić (2012). "Kosovo under the Milošević Regime". في Charles W. Ingrao؛ Thomas A. Emmert (المحررون). Confronting the Yugoslav Controversies: A Scholars' Initiative (ط. 2nd). ويست لافاييت: Purdue University Press. ص. 293. ISBN:978-1-55753-617-4. مؤرشف من الأصل في 2021-10-20.
8. ↑  Judah, pp. x, 127–30
9. ↑  Judah, pp. 138–41
10. ↑  Ron، James (2003). Frontiers and Ghettos: State Violence in Serbia and Israel. لوس أنجلوس: University of California Press. ص. 100. ISBN:978-0-520-93690-4. مؤرشف من الأصل في 2020-07-27.
11. 1 2 3 4  Judah, p. 191
12. 1 2 3 4 5 6  "Albanians killed in Kosovo border clash". CBC. 15 ديسمبر 1998. مؤرشف من الأصل في 2015-11-05. اطلع عليه بتاريخ 2015-08-09.
13. ↑  "Thirty dead in Kosovo". BBC. 14 ديسمبر 1998. مؤرشف من الأصل في 2023-10-02. اطلع عليه بتاريخ 2015-08-09."Thirty dead in Kosovo". BBC. December 14, 1998. Retrieved August 9, 2015.
14. ↑  Guy Dinmore (16 ديسمبر 1998). "U.S. Envoy Makes Plea For Restraint In Kosovo". Chicago Tribune. مؤرشف من الأصل في 2023-10-02. اطلع عليه بتاريخ 2015-08-09.Guy Dinmore (December 16, 1998). "U.S. Envoy Makes Plea For Restraint In Kosovo". Chicago Tribune. Retrieved August 9, 2015.
15. 1 2 3  Juliette Terzieff (27 ديسمبر 1998). "Warrior women of Kosovo die in action". The Sunday Times. {{استشهاد ويب}}: الوسيط |مسار= غير موجود أو فارع (مساعدة)
16. ↑  "KDOM Daily Report". U.S. Department of State. December 14, 1998. Retrieved August 9, 2015."KDOM Daily Report". U.S. Department of State. 14 ديسمبر 1998. مؤرشف من الأصل في 2017-01-02. اطلع عليه بتاريخ 2015-08-09.
17. 1 2 3 4 5  Deborah Charles (15 ديسمبر 1998). "Kosovo Fighters Died Smuggling Weapons". Reuters. {{استشهاد ويب}}: الوسيط |مسار= غير موجود أو فارع (مساعدة)
18. 1 2 3  "Thirty dead in Kosovo". BBC. 14 ديسمبر 1998. مؤرشف من الأصل في 2018-01-19. اطلع عليه بتاريخ 2015-08-09.
19. ↑  Bardos، Gordon (2000). "Federal Republic of Yugoslavia: Heading for the Abyss". في Rutland، Peter (المحرر). Holding the Course. New York: M.E. Sharpe. ص. 221. ISBN:0-7656-0360-8. مؤرشف من الأصل في 2022-01-11.
20. ↑  LeBor, p. 285
21. ↑  Deborah Charles (15 ديسمبر 1998). "Kosovo Fighters Died Smuggling Weapons". Reuters. {{استشهاد ويب}}: الوسيط |مسار= غير موجود أو فارع (مساعدة)Dave Carpenter (15 December 1999). "Kosovo border clash leaves dozens dead". Ocala-Star Banner. Retrieved 31 December 2015.
22. 1 2  Guy Dinmore (15 ديسمبر 1998). "Kosovo Cease-fire Is Jeopardized By Killing Of 30 Rebels". Chicago Tribune. مؤرشف من الأصل في 2023-10-02. اطلع عليه بتاريخ 2015-08-09.Guy Dinmore (December 15, 1998). "Kosovo Cease-fire Is Jeopardized By Killing Of 30 Rebels". Chicago Tribune. Retrieved August 9, 2015.
23. 1 2  Guy Dinmore (15 ديسمبر 1998). "Kosovo Cease-fire Is Jeopardized By Killing Of 30 Rebels". Chicago Tribune. مؤرشف من الأصل في 2022-01-11. اطلع عليه بتاريخ 2015-08-09.
24. ↑  "Albanians killed in Kosovo border clash". CBC. 15 ديسمبر 1998. مؤرشف من الأصل في 2023-10-02. اطلع عليه بتاريخ 2015-08-09."Albanians killed in Kosovo border clash". CBC. December 15, 1998. Retrieved August 9, 2015.
25. ↑  Dave Carpenter (15 ديسمبر 1999). "Kosovo border clash leaves dozens dead". Ocala-Star Banner. مؤرشف من الأصل في 2022-01-10. اطلع عليه بتاريخ 2015-12-31.
26. ↑  "Serb murder in Kosovo condemned". BBC. December 18, 1998. Retrieved December 30, 2015.
27. ↑  "Grave differences over Kosovo". BBC. 16 ديسمبر 1998. مؤرشف من الأصل في 2020-12-05. اطلع عليه بتاريخ 2015-08-09.
28. ↑  Guy Dinmore (16 ديسمبر 1998). "U.S. Envoy Makes Plea For Restraint In Kosovo". Chicago Tribune. مؤرشف من الأصل في 2017-07-03. اطلع عليه بتاريخ 2015-08-09.
29. ↑  "6 Kosovo Separatists Reportedly Held in Attack". Los Angeles Times. 21 ديسمبر 1998. مؤرشف من الأصل في 2016-03-06. اطلع عليه بتاريخ 2015-08-09.
30. ↑  "Kosovo protests mar peace efforts". BBC. 20 ديسمبر 1998. مؤرشف من الأصل في 2016-03-06. اطلع عليه بتاريخ 2015-08-09.
31. 1 2  Melissa Eddy (24 يناير 1999). "Freed Albanians Ready to Fight". Associated Press. {{استشهاد ويب}}: الوسيط |مسار= غير موجود أو فارع (مساعدة)
32. ↑  "Serbs Report Prisoner Exchange in Kosovo". Los Angeles Times. 24 يناير 1999. مؤرشف من الأصل في 2016-03-07. اطلع عليه بتاريخ 2015-08-09.